# 地獄の7人
『地獄の7人』（じごくのしちにん、原題：Uncommon Valor）は、1983年制作のアメリカ合衆国のアクション映画。
ベトナム戦争におけるMIA（Missing in Action、軍隊用語で戦闘中行方不明の意味）をモチーフにしたアクション映画。原題の意味は「並外れた勇気」。
テッド・コッチェフ監督、ジョン・ミリアス製作。主演はジーン・ハックマン。

## あらすじ
ベトナム戦争中の1973年、アメリカ陸軍大佐ローズの1人息子フランクは負傷した戦友を助けようとして逃げ遅れ、MIA（戦闘中行方不明）となった。
ローズはフランクの生存を信じて探し続けた結果、10年後、彼がラオスの奥深くにある捕虜収容所に囚われているらしいという情報をつかむ。ローズは政府に救出を懇願するが、その腰は重たかった。そこでローズは自らの手でフランクを救出することを決意、行動を起こす。
ローズはフランクの戦友で自分の考えに賛同したウィルクス、ブラスター、セイラー、ジョンソン、チャーツの5人を集め、実戦を離れている彼等のために優秀な若手軍人スコットを指導教官に迎える。若造のスコットが気に入らない一同は反発するが、スコットの父親もMIAになっていることを知る。息子がMIAになっており、やはり自分の考えに賛同してくれた石油王マグレガーの密かな資金援助を得て、密かに訓練を行い、準備を整える。
機は熟したと考えたローズ達はバンコクに乗り込み、計画を嗅ぎ付けたアメリカ政府当局の妨害や敵の攻撃に遭いながらもそれをかいくぐり、ついに目的の捕虜収容所にたどり着く。
ローズ達は夜明けと共に作戦を決行、激しい戦闘を繰り広げ、マグレガーの息子をはじめとした囚えられていたアメリカ兵を次々に救出していく。ブラスターとセイラーが倒れ、ローズ達は救出したアメリカ兵と共にヘリで脱出、だがその中に肝心のフランクの姿はなかった。ローズはあの時フランクに助けられたアメリカ兵から、フランクが既に病死していたことを知らされるのだった。
戦場で死に損ねを続けて、仲間を助けるためにお守りの手榴弾で自爆、やっと終わりを迎えられたセイラーが、夕陽を背に子供か鳥のように自由な踊りを続けるタイトルバックで物語は閉じられる。

## キャスト
※括弧内は日本語吹替（テレビ版・初回放送1987年2月6日『金曜ロードショー』。2025年発売のBDに収録。）
- ジェイソン・ローズ：ジーン・ハックマン（富田耕生）
- ヒュー・マグレガー：ロバート・スタック（羽佐間道夫）
- ウィルクス：フレッド・ウォード（小川真司）
- ブラスター：レブ・ブラウン（菅生隆之）
- セイラー：ランドール・“テックス”・コッブ（今西正男）
- ケヴィン・スコット：パトリック・スウェイジ（戸谷公次）
- ジョンソン：ハロルド・シルヴェスター（玄田哲章）
- チャーツ：ティム・トマーソン（天地麦人）
- ウィルクス夫人：ジェーン・カツマレク（有馬瑞香）
- ヘレン・ローズ：ゲイル・ストリックランド
- チャーツ夫人：コンスタンス・フォースランド（幸田直子）
- フェリーマン：ジェレミー・ケンプ
- フランク・ローズ：トッド・アレン
- ヘイスティングス：チャールズ・エイドマン（宮田光）
- ジャン：クワン・ハイ・リム（中庸助）
- ジェリコ：ジャン・トリスカ（岡部政明）
- ポール・マグレガー：ケリー・ヤンカーマン（島田敏）
- レイ・ファン：アリス・ラウ（麻上洋子）
- CIAエージェント：ジェームズ・エッジコム（増岡弘）
- ドン：不明（若本規夫）
- マイケル・ダディコフ

## 関連作品
- 地獄のヒーロー
- ランボー/怒りの脱出